# Colanthura pigmentata
Colanthura pigmentata is een pissebed uit de familie Paranthuridae. De wetenschappelijke naam van de soort is voor het eerst geldig gepubliceerd in 1980 door Kensley.